# Episodi di Sulle tracce del crimine (sesta stagione)
| nº | Titolo originale         | Titolo italiano        | Prima TV Francia | Prima TV Italia  |
| -- | ------------------------ | ---------------------- | ---------------- | ---------------- |
| 1  | Vacances mortelles       | Vacanze pericolose     | 26 aprile 2012   | 28 aprile 2015   |
| 2  | À la dérive              | Alla deriva            | 26 aprile 2012   | 9 febbraio 2015  |
| 3  | Rien ne va plus          | Azzardi personali      | 3 maggio 2012    | 16 aprile 2015   |
| 4  | L'homme aux deux visages | L'uomo dai due volti   | 3 maggio 2012    | 10 febbraio 2015 |
| 5  | Les mailles du filet     | Le maglie della rete   | 10 maggio 2012   | 28 aprile 2015   |
| 6  | La rançon du succès      | Il prezzo del successo | 10 maggio 2012   | 6 febbraio 2015  |
| 7  | À corps perdu            | A corpo morto          | 17 maggio 2012   | 13 aprile 2015   |
| 8  | Dernier tango            | L'ultimo tango         | 17 maggio 2012   | 30 gennaio 2015  |
| 9  | Entre toi et moi         | Tra te e me            | 24 maggio 2012   | 15 aprile 2015   |
| 10 | Matador                  | Matador                | 24 maggio 2012   | 13 aprile 2015   |